# شهرستان روح‌آباد
شهرستان روح‌آباد (به ترکمنی: Ruhabat etraby، روح‌آبات اطرابیٛ) یک شهرستان منحل شده در شهر عشق‌آباد، پایتخت ترکمنستان است.
تا پیش از سال ۲۰۱۳، این شهرستان، تابع ولایت آخال بود. در آن سال، بخشهایی از شهرستان، به همراه مرکز آن، روح‌آباد از استان آخال جدا شده و با حفظ نام «شهرستان روح‌آباد» به شهر عشق‌آباد پیوستند. مابقی این شهرستان، به «دروازه» تغییر نام داد. در ژانویه سال ۲۰۱۸، شهرستان روح‌آباد منحل و اراضی آن به شهرستان بختیارلیق اضافه شد.